# Tom Hagen
Thomas Hagen er en fiktiv karakter i Mario Puzos roman The Godfather (1969) og Francis Ford Coppolas film The Godfather (1972) og The Godfather Part II (1974). Han bliver spillet af Robert Duvall i filmene. Han optræder også i Mark Winegardner efterfølgere til Puzos bøger; The Godfather Returns og The Godfather's Revenge, samt i Ed Falcos roman The Family Corleone. Duvall blev nomineret til en Oscar for bedste mandlige birolle og BAFTA for sin rolle i den første film.
Hagen er fungerer som consigliere og advokat for Corleone-familien, og han er blevet uformelt medlem af familien, efter Vito Corleone tog ham ind.